# Rot-Weiss-Klub Kassel
Der Rot-Weiss-Klub Kassel e. V. ist ein Tanzsportverein in Kassel. Der 1926 gegründete Verein verfügt neben Turniertanzpaaren in den Sparten Latein und Standard über Angebote im Formationstanzen, Breitensportangebote, Kinder- und Jugendtanzen und Jazz und Modern Dance. Der Verein gilt als ältester Tanzsportverein in Nordhessen.
Der Rot-Weiss-Klub Kassel betreibt zwei vereinseigene Tanzsportzentren, das 1980 eingeweihte Tanzzentrum Auepark und der 1998 eingeweihte Tanz-Treff Wesertor. Geplant ist ein Ausbau des Tanzzentrums im Jahre 2014.

## Standardformationen

### A-Team
Die Standardformation des Rot-Weiss-Klub Kassel wurde 1989 ursprünglich als Showformation gegründet. 1991 folge dann das erste Formationsturnier in der Oberliga Süd Standard.
In der Saison 1996/1997 trat das Team des Rot-Weiss-Klub Kassel, das mittlerweile in der Regionalliga Süd Standard tanzte, nicht an. Im nächsten Jahr dann konnte das Team den 1. Platz der Oberliga Süd Standard gewinnen und stieg wieder in die Regionalliga Süd auf.
Nachdem das Team zwei Saisons in der Regionalliga Süd tanzte, erreichte es in der Saison 2000/2001 den 1. Platz der Regionalliga Süd und schaffte beim anschließenden Aufstiegsturnier mit einem 2. Platz den Aufstieg in die 2. Bundesliga Standard. Nach zwei Jahren in der 2. Bundesliga, stieg das Team 2003 wieder in die Regionalliga Süd ab. In der folgenden Saison 2003/2004 erreichte das Team sowohl in der Regionalliga Süd als auch im anschließenden Aufstiegsturnier den 1. Platz und stieg erneut in die 2. Bundesliga Standard auf.
Von der Saison 2009/2010 bis 2016/2017 tanzte die Mannschaft in der Bundesliga Standard.
Musikalische Themen der Formationen seit der Saison 2003/2004 bis zum Aufstieg in die Bundesliga waren:
- 2003/2004 und 2004/2005: „Love Story“
- 2005/2006, 2006/2007 und 2007/2008: „Just Robbie“
- 2008/2009, 2009/2010 und 2010/2011: „Zorro“

Musikalische Themen und Platzierungen in der Bundesliga Standard:
| Saison    | Thema                          | Liga          | Platzierung |
| --------- | ------------------------------ | ------------- | ----------- |
| 2009/2010 | „Zorro“                        | 2. Bundesliga | 2. Platz    |
| 2010/2011 | „Zorro“                        | 1. Bundesliga | 7. Platz    |
| 2011/2012 | „Michael Jackson“              | 2. Bundesliga | 2. Platz    |
| 2012/2013 | „Michael Jackson“              | 1. Bundesliga | 6. Platz    |
| 2013/2014 | „Tanguera – Addicted to Tango“ | 1. Bundesliga | 7. Platz    |
| 2014/2015 | „Tanguera – Addicted to Tango“ | 2. Bundesliga | 1. Platz    |
| 2015/2016 | „Tanguera – Addicted to Tango“ | 1. Bundesliga | 7. Platz    |
| 2016/2017 | „Michael Jackson“              | 2. Bundesliga | 7. Platz    |

In den Saisons 2017/2018 und 2018/2019 tanzte die Mannschaft in der Regionalliga Süd/West Standard. Musikalisches Thema war jeweils „Billy Joel“. In der Saison 2019/2020 tanzt die Mannschaft in der neuen 2. Bundesliga Süd, die durch die Zusammenlegung der Südmannschaften aus der 2. Bundesliga Standard und der Regionalliga Süd/West Standard entstanden ist. Musikalisches Thema ist weiterhin „Billy Joel“.
Trainer der Mannschaft ist Burkhard Wagener.

### Weitere Standardteams
Neben dem A-Team verfügte der Rot-Weiss-Klub Kassel über zwei weitere Standardteams. Ein Nachwuchsteam wurde 2008 gegründet. Aus diesem Team erwuchs ein B-Team, das in der Saison 2011/2012 erstmals in der Regionalliga Süd Standard antrat. Trainer der Formation, das bis zur Saison 2015/2016 zu Ligawettkämpfen antrat, waren Timo Ziepprecht und Xenia Hepp-König, selber aktive Tänzer im A-Team.
Neben dem B-Team gab es auch weiterhin ein Nachwuchsteam. Dieses wurde von Andreas Podlich, aktiver Tänzer im A-Team, trainiert.

## Lateinformation
Im Sommer 2012 wurde im Rot-Weiss-Klub Kassel eine Lateinformation als Showformation gegründet. Im Januar 2013 wechselte die 2007 gegründete Lateinformation der TSG Baunatal zum Rot-Weiss-Klub Kassel. Die Lateinformation des Rot-Weiss-Klub Kassel trat in der Saison 2013/2014 mit dem musikalischen Thema „Girls on Fire“ in der Oberliga Süd 1 Latein an. In den folgenden beiden Jahren trat die Mannschaft nicht zu Ligawettkämpfen an. Seit der Saison 2016/2017 ist der Verein wieder mit einer Lateinformation in der Oberliga Süd 1 Latein vertreten. Trainer der Mannschaft sind Romy Lehmann und Herbert Kurz.